# 42a Brigada Mixta (Exèrcit Popular de la República)
La 42a Brigada Mixta va ser una unitat de l'Exèrcit Popular de la República que va combatre durant la Guerra Civil Espanyola. Al llarg de la contesa va estar present en el front de Madrid, sense tenir un paper rellevant.

## Historial
La unitat va ser creada l'1 de gener de 1937, en el front de Madrid, quedant sota el comandament del comandant de carrabiners Esteban Rovira Pacheco i amb el comunista Manuel Piñero Bello com a comissari polític. Els seus batallons es van formar a partir d'antigues unitats milicianes. La 42a Brigada Mixta va ser agregada a la 6a Divisió del Cos d'Exèrcit de Madrid, cobrint el sector que anava des de la tàpia sud de la Casa de Campo fins al riu Manzanares prop de Villaverde.
Durant la major part de la seva història la 42a BM no va intervenir en operacions militars de rellevància. El 7 de juliol de 1937 la brigada va realitzar un assalt contra les posicions franquistes en el Vèrtex Trapero, que acabaria fracassant. Amb posterioritat va ser agregada a la 65a Divisió del II Cos d'Exèrcit.
Al març de 1939 la unitat es va oposar per la força al cop de Casado, plantant cara a la revolta. El matí del 6 de març la brigada es va posar en marxa, ocupant Fuencarral, Tetuán, Cuatro Caminos i va continuar el seu avanç fins a arribar als Nuevos Ministerios. La 42a BM va donar una gran marrada entorn del nord-oest de Madrid per a així evitar ensopegar amb altres forces casadistas. L'endemà va reprendre el seu avanç pel Passeig de la Castellana i el carrer Serrano, ocupant durant el mateix el lloc de comandament de la 7a Divisió (situat en la plaça del Dr. Marañón), la Comandància d'enginyers (al carrer de la Pineda), el Centre d'instrucció militar de la CNT (al carrer de Salas) i la seu del Govern Civil (en el Palau Parque Florido). En finalitzar els combats la unitat va tornar a les seves posicions originals.
Al final de la guerra la 42a BM es v autodissoldre, al costat de la resta d'unitats de l'Exèrcit del Centre.

## Comandaments
Comandants
- Comandant de Carrabiners Esteban Rovira Pacheco;
- Major de milícies Inocencio Fernández López;
- Major de milícies José León Adán;
- Major de milícies Manuel Fernández Cortinas;[7]
- Major de milícies Juan Sánchez Castro;

Comissaris
- Manuel Piñero Bello,[1] del PCE;
- Argimiro García Mayoral, del PCE;
- Máximo Tomás Huete;